# Obisia Nwankpa
Obisia Nwankpa (Lagos, Colonia de Nigeria; 19 de mayo de 1950 – 3 de junio de 2025) fue un boxeador nigeriano de la división de peso ligero y peso superligero.

## Carrera

### Aficionado
Participó en los Juegos Olímpicos de Múnich 1972 en la categoría de peso superligero, donde perdió en la primera ronda por decisión dividida ante Laudiel Negron de Puerto Rico.
También participó en los Juegos Panafricanos de 1973 en su natal Lagos en la división de peso superligero donde ganó la medalla de oro luego de vencer en la final a Issake Dabore de Níger. Al año siguiente ganó la medalla de oro en los Juegos de la Mancomunidad de 1974 en la categoría de peso superligero venciendo en la final a Anthony Martey de Ghana.

### Profesional
Fue campeón nacional de peso superligero, también fue campeón de peso superligero de la African Boxing Union y también campeón de la Mancomunidad. También fue retador al título de la World Boxing Council (WBC) en la categoría de peso superligero donde perdió ante Saoul Mamby. En su carrera profesional varió su peso ya que peleaba en las categorías de peso ligero y peso superligero, su récord como profesional fue de 23 victorias, seis derrotas, ganó 16 peleas por nocaut en 29 peleas.